# Hasta que amanezca
"Hasta que Amanezca" é uma canção interpretada pela atriz e cantora mexicana Lucero. Foi lançado como single do álbum Enamorada con Banda em 17 de Fevereiro de 2017. É o primeiro single lançado por Lucero do gênero banda sinaloense.

## Informações
"Hasta que Amanezca" é uma canção do gênero banda que dura três minutos e três segundos e foi escrita e interpretada pela primeira vez por Joan Sebastian em 1997.

## Lançamentos
A  canção foi anunciado como o primeiro single de Enamorada con Banda no dia 16 de Janeiro pela própria Lucero em seu perfil oficial do Facebook. No dia seguinte, a artista confirmou sua data de lançamento, que seria no dia 27 de Janeiro, porém, por motivos desconhecidos, foi alterado para o dia 17 de Fevereiro. Conforme anunciado, "Hasta que Amanezca" foi lançado em download digital através pelo iTunes Store e Amazon.com no dia 17 de Fevereiro.

## Interpretações ao vivo
Lucero interpretou a canção pela primeira vez durante a coletiva de imprensa da divulgação de Enamorada con Banda, no Centro Cultural Roberto Cantoral na Cidade do México, em 12 de Dezembro de 2016. No dia 23 de Fevereiro de 2017, Lucero interpretou a canção durante a 18ª edição do Prêmio Lo Nuestro. No dia 25 de Março, durante sua apresentação no Chile, Lucero interpretou um trecho da canção a cappella a pedido do público. No dia 13 de Abril, a artista interpretou a canção durante sua apresentação na Fiera del Caballo, na cidade de Texcoco, no México. No dia 23 de Maio, Lucero interpretou a canção no programa Despierta América. No dia 21 de Junho, Lucero interpretou a canção no programa Hoy. No dia 30 de Julho, Lucero interpretou a canção durante o especial  Pase VIP da Univision. No dia 6 de Setembro, a artista interpretou a canção durante a sua apresentação  no Brasil.

## Videoclipe
O videoclipe de "Hasta que Amanezca" foi também lançado no dia 17 de Fevereiro, através do canal VEVO oficial da artista. Foi gravado durante sua coletiva de imprensa da divulgação de Enamorada con Banda, no Centro Cultural Roberto Cantoral.

## Formato e duração
- Airplay / download digital / streaming

1. "Hasta que Amanezca" – 3:03

## Charts
| Chart (2017)                                   | Posição |
| ---------------------------------------------- | ------- |
| América Latina (Monitor Latino Top 20 Popular) | 10      |
| Billboard Latin Airplay                        | 39      |
| Billboard Regional Mexican Songs               | 17      |
| Billboard Mexico Airplay                       | 21      |
| Billboard Mexico Popular Airplay               | 7       |
| México (Monitor Latino Top 20 General)         | 12      |
| México (Monitor Latino Top 20 Popular)         | 6       |

## Histórico de lançamentos
| País   | Data                    | Formatos                           | Gravadora                               |
| ------ | ----------------------- | ---------------------------------- | --------------------------------------- |
| Vários | 17 de Fevereiro de 2017 | Airplay download digital streaming | Fonovisa Records Universal Music Latino |